# Réservoir Twin Lakes
Pour les articles homonymes, voir Twin Lakes.
Le réservoir Twin Lakes (en anglais : Twin Lakes Reservoir) est un lac de barrage dans l'État américain du Colorado. Il est situé à une altitude de 2 797 m dans le comté de Lake et la forêt nationale de San Isabel.
Il baigne la localité de Twin Lakes, et son district historique, Twin Lakes District.